# يوم عسل يوم بصل (مسلسل)
تدور احداث المسلسل في اطار كوميدي حول صديقين يلعب دور احدهما شريف منير بينما يلعب دور الآخر وائل نور. ويتزوج الصديقان من شقيقتين وبعد فترة طويلة من الزواج يشعران بالملل، فيفكر الصديقان في تغيير نمط حياتهما الأسرية لكسر حدة الملل بعد زواج روتيني استمر 7 سنوات

## بطولة
| - وائل نور: رشاد العزبي - شريف منير: مدحت - ممدوح وافي: سامي - رانيا فريد شوقي: رشا - حنان شوقي: مها - سحر رامي: كراملة - عبد الله فرغلي: حسان أبو رشا ومها | - حسن حسني: بيومى القرنفلي - شويكار: دولت أم رشاد - خيرية أحمد: أم رشا ومها - بثينة رشوان: قشطة - حسن مصطفى: مدير رشا بالعمل - نجوى فؤاد: الراقصة أضواء - محمود مسعود:أ. خالد | - فتحية قنديل:صاحبة البونسيون - منى جلال:سكرتيرة كراملة - داليا الشلقاني: م. زينب - عليه حامد: توحة - منال نافع:زبونة تاكسي مدحت - حنان درويش - راندا البشاوي | - حمدي شرف الدين:وكيل مصلحة الضرائب - علي الزفتاوي: موظف بالتراخيص - محمد الأدنداني:بخيت خادم كراملة - غريب محمود: الجزار - سيد جبر: الفرارجي - محمد عتريس: الخضري - محمود جاويش: شرارة |

أشترك في التمثيل - سهير الحسين - رودينا - رحاب علي - هويدا شريف - صباح محمود - جيهان حسن - سمير عامر - حسان العربي:ظابط شرطة - عبد الجواد متولي:بنهاوي بك - محمد صلاح:ظبط شرطة - مجدي إدريس:عزوز حجازي - مصطفى رجب - عبد الحي صالح - سمير أبو المجد - علاء أبو زيد - علي جمال الدين:صحفي - عيد أبو المجد - أيمن العربي - مظهر يونس - طارق جلال:طالب قرض - الحديدي عبد العزيز - فتحي جاد - محمد برغوت - إيهاب بكير - أحمد عبد المنعم - سمير زين - محمد الشربيني: طالب قرض - رأفت فوزي: - خالد عز الدين - ماهر جمال الدين

## فريق العمل
| - الألحان والموسيقى التصويرية: أحمد رمضان - تأليف الاغاني: حسني محمود - مهندس الديكور: بدر تيسير - مجدي الخشاب - مدير الاضاءة: عصام فريد - مدير التصوير: سامية صبحي - نصر عبد العزيز - اعداد موسيقى ومكساج: حسن سفاقة - تصميم المقدمة والنهاية: عادل مكين - تسجيل ومونتاج فيديو: التوشكاوي | - مدير الإنتاج: محمد توفيق - المخرج المنفذ: محمود عبد الشافي - المخرج المساعد: إسماعيل صبري - توزيع:قطاع الشئون المالية والإقتصادية اتحاد الإذاعة والتلفزيون المصري ج.م.ع - إنتاج : شركة صوت القاهرة للصوتيات والمرئيات - تم التصوير الداخلي :استديو المعادي - استديوهات شركة مصر - تم التصوير والمونتاج: وحدة سفن ستارز (نادية حمزة وشركاها) - تم المكساج: وحدة كايرو فيجن (مدحت حلمي) | - مهندسا الصوت: زكريا شنودة - أحمد الشرقاوي - مساعد الصوت: محمد أحمد - منسق المناظر: ناجي ظريف - محمد أبو دوح - مونتاج إلكتروني: عاطف السنهودي - مراقبة كاميرات: رمزي عبد المنعم - فني أضاءة: أحمد أبو زيد - وليد حسن - ماكيير:هاني الشافعي - شريف فهمي - كريم فهمي | - كوافير :سعد علي - شريف المرشدي - مساعد مخرج: طنطاوي السيد - مساعد إنتاج: جيهان حسن - ريجيسير : أحمد شميس - تم تنفيذ المقدمة والنهاية:سامر ماضي- مصطفى فهمي - إخراج:محمد عبد العزيز - قصة وسيناريو وحوار: فيصل ندا |